# Teresa Czerwińska
Teresa Tatiana Czerwińska z domu Tumanowska (ur. 7 września 1974 w Dyneburgu) – polska ekonomistka pochodząca z Łotwy. Doktor habilitowany nauk ekonomicznych, profesor nadzwyczajny Uniwersytetu Gdańskiego i następnie Uniwersytetu Warszawskiego. Specjalistka w dziedzinie zarządzania ryzykiem instytucji finansowych, rynków finansowych oraz finansów publicznych. W latach 2015–2017 podsekretarz stanu w Ministerstwie Nauki i Szkolnictwa Wyższego, w latach 2017–2018 podsekretarz stanu w Ministerstwie Finansów, w latach 2018–2019 minister finansów w rządzie Mateusza Morawieckiego, w latach 2019–2020 członek Zarządu Narodowego Banku Polskiego, a od 2020 wiceprezes Europejskiego Banku Inwestycyjnego.

## Życiorys

### Młodość
Urodziła i wychowała się w Dyneburgu w ówczesnej Łotewskiej Socjalistycznej Republice Radzieckiej. Jest córką łotewskich Polaków – Bronisława i Ludmiły Tumanowskich. W młodości działała w Stowarzyszeniu Polaków „Promień”, była też harcerką. Otrzymała stypendium polskiego rządu dla Polonii, dzięki któremu opuściła rodzinny Dyneburg i rozpoczęła studia w Polsce.

### Wykształcenie i praca zawodowa
Ukończyła studia na Wydziale Nauk Społecznych (1997) oraz na Wydziale Zarządzania (1998) Uniwersytetu Gdańskiego. Rozprawę doktorską pt. Działalność lokacyjna towarzystw ubezpieczeniowych na rynku kapitałowym w Polsce napisała pod kierunkiem Elżbiety Ostrowskiej i obroniła w 2000 na Wydziale Zarządzania UG. Stopień naukowy doktora habilitowanego uzyskała w 2010 na Uniwersytecie Gdańskim na podstawie pracy zatytułowanej Polityka inwestycyjna instytucji ubezpieczeniowych – istota, uwarunkowania, instrumenty.
Była zatrudniona w Katedrze Inwestycji i Nieruchomości Wydziału Zarządzania Uniwersytetu Gdańskiego (na stanowisku profesora nadzwyczajnego). W 2011 objęła stanowisko profesora nadzwyczajnego w Katedrze Systemów Finansowych Gospodarki Wydziału Zarządzania Uniwersytetu Warszawskiego. W kadencji 2015–2018 była sekretarzem Komitetu Nauk o Finansach Polskiej Akademii Nauk.
Pracowała w urzędzie obsługującym Komisję Nadzoru Ubezpieczeń i Funduszy Emerytalnych (2005), była powoływana do organów nadzorczych instytucji finansowych, a także udzielała się jako biegły sądowy.
Jako ekspert weszła m.in. w skład Doradczego Komitetu Naukowego przy Rzeczniku Finansowym, zaś w latach 2014–2015 należała do grupy roboczej powołanej przez ministra gospodarki. W 2015 powołana w skład Insurance & Reinsurance Stakeholder Group działającej przy Europejskim Urzędzie Nadzoru Ubezpieczeń i Pracowniczych Programów Emerytalnych (EIOPA). W latach 2014–2015 była koordynatorem obszaru regulacji finansowej w Centrum Studiów Antymonopolowych i Regulacyjnych CARS na Uniwersytecie Warszawskim.

### Działalność publiczna

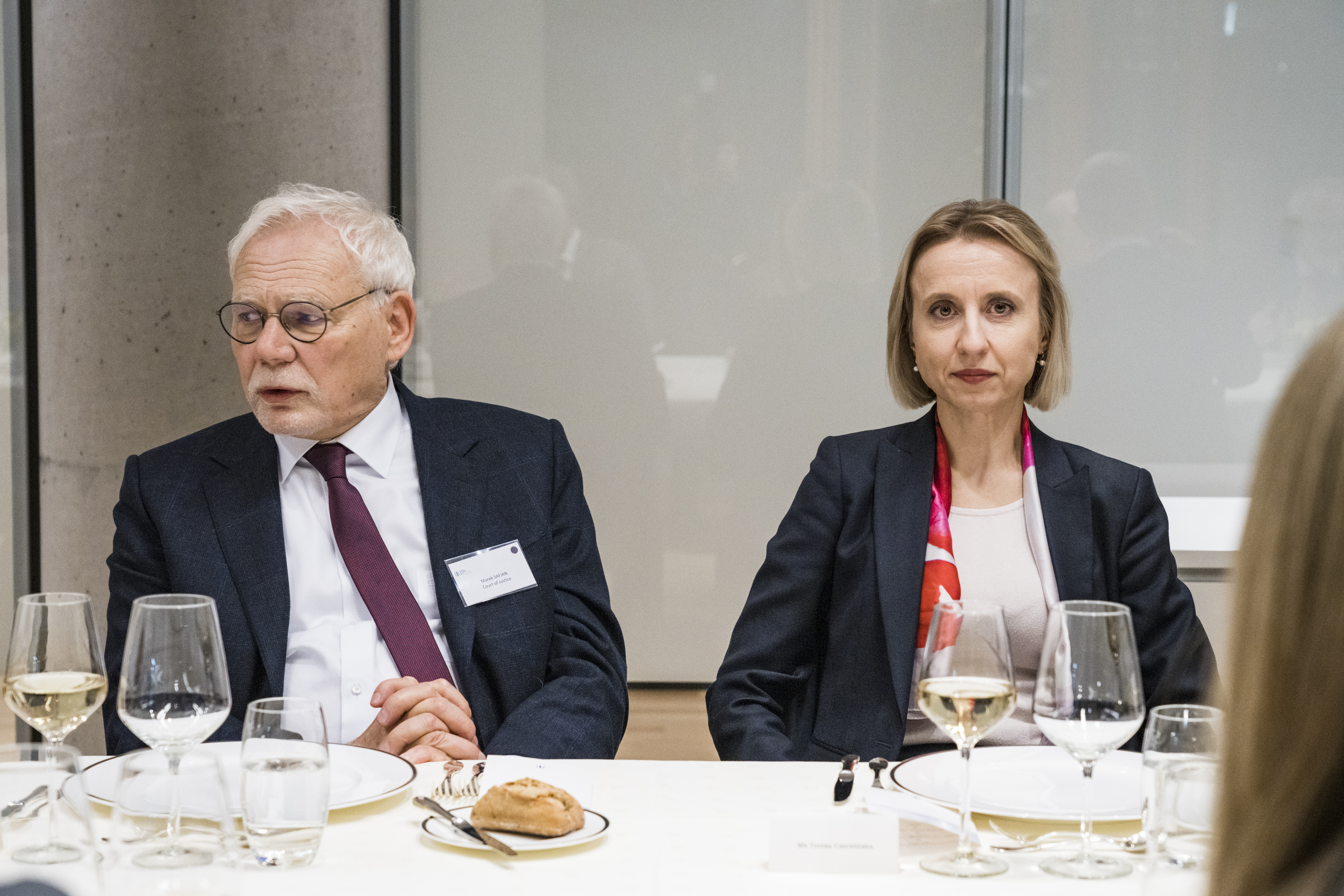
Marek Safjan i Teresa Czerwińska (2020)

Od 10 grudnia 2015 do 6 czerwca 2017 była podsekretarzem stanu w Ministerstwie Nauki i Szkolnictwa Wyższego. Odpowiadała za takie obszary działalności ministerstwa jak opracowanie i wdrożenie nowego mechanizmu algorytmicznego podziału dotacji budżetowej dla uczelni publicznych, poprawa efektywności wydatkowania środków oraz wdrożenie rozwiązań jakościowych w mechanizmach finansowania szkół wyższych.
W resorcie nauki pracę zakończyła w związku z powołaniem 7 czerwca 2017 na funkcję podsekretarza stanu w Ministerstwie Finansów. Odpowiadała tam za przygotowanie i wykonanie budżetu państwa oraz obsługę środków finansowych pochodzących z Unii Europejskiej.
9 stycznia 2018 objęła stanowisko ministra finansów w rządzie Mateusza Morawieckiego. Została odwołana z urzędu 3 czerwca 2019. Tego samego dnia prezydent Andrzej Duda powołał ją na członka Zarządu Narodowego Banku Polskiego.
W marcu 2020 objęła stanowisko wiceprezesa Europejskiego Banku Inwestycyjnego, w związku z tym odeszła z Zarządu NBP. Powierzono jej m.in. kwestie związane z finansowaniem nauki, edukacji, innowacji i gospodarki cyfrowej, współodpowiedzialność za program InvestEU, nadzór nad operacjami finansowymi banku w niektórych państwach członkowskich (Polska, Węgry, Chorwacja), a także w państwach Partnerstwa Wschodniego, Azji Środkowej, Chinach i Mongolii.

## Publikacje
Jest autorką lub współautorką licznych publikacji naukowych, a także analiz i ekspertyz z zakresu zarządzania finansami i ryzyka instytucji finansowych (w tym zwłaszcza ubezpieczeniowych) oraz społecznie odpowiedzialnego inwestowania. Współautorka podręczników akademickich w zakresie makroekonomii, ubezpieczeń i zarządzania inwestycjami.
Wybrane publikacje:
- Rynek kapitałowy – regulacje i fundamenty (współredaktor), 2018,
- Ryzyko instytucji finansowych. Współczesne trendy i wyzwania (współautor), 2016,
- Rynek kapitałowy – efektywność i ryzyko (współredaktor), 2016,
- Ubezpieczenia (współautor), 2016,
- Makroekonomia (podręcznik akademicki, współautor) 2015,
- Inwestowanie na rynku kapitałowym: rynek po kryzysie (współredaktor), 2015,
- Rynek kapitałowy wobec wyzwań dekoniunktury (współautor), 2014,
- Polityka inwestycyjna instytucji ubezpieczeniowych. Istota – uwarunkowania – instrumenty, 2009,
- Towarzystwa ubezpieczeniowe na rynku kapitałowym w Polsce, 2003.